# Обервихтах
Обервихтах (њем. Oberviechtach) град је у њемачкој савезној држави Баварска. Једно је од 33 општинска средишта округа Швандорф. Према процјени из 2010. у граду је живјело 4.883 становника. Посједује регионалну шифру (AGS) 9376151.

## Географски и демографски подаци
Обервихтах се налази у савезној држави Баварска у округу Швандорф. Град се налази на надморској висини од 507 метара. Површина општине износи 62,4 km². У самом граду је, према процјени из 2010. године, живјело 4.883 становника. Просјечна густина становништва износи 78 становника/km².

## Међународна сарадња
| Мјесто | Држава    | Врста сарадње | Од    |
| ------ | --------- | ------------- | ----- |
| Ровно  | Украјина  | контакт       | 1990. |
|        | Француска | пријатељство  | 1979. |
| Праг   | Чешка     | пријатељство  | 1989. |
| Извор  |           |               |       |